# Villers-Cotterêts

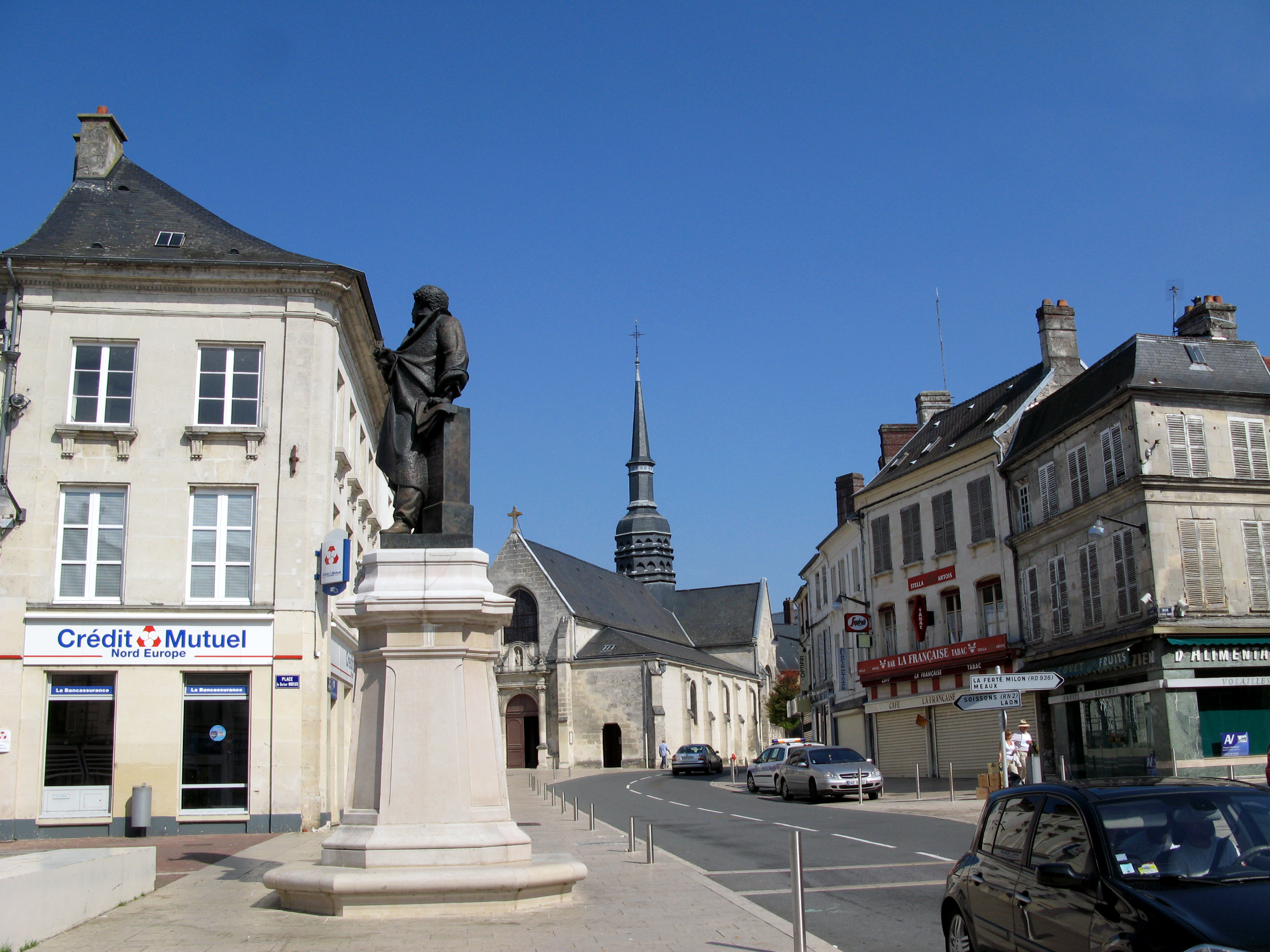
A fő tér a Dumas-szoborral

Villers-Cotterêts Aisne megyében, Franciaország északi részén található település.

## Fekvése
Párizstól 80 kilométerre északkeletre, Soissons-tól 20 kilométerre délnyugatra található, az Automne folyó forrásánál.

## Látnivalók
- A Villers-Cotterêts kastély, épült 1532-ben
- Noue kastély a 16. századból, id. Alexandre Dumas szülőhelye, jelenleg múzeum
- Szent Miklós templom
- Városháza

## Híres személyek
Itt születtek:
- id. Alexandre Dumas író 1802-ben
- Yves Herbet labdarúgó és edző 1945-ben